# Braspress Air Cargo
Braspress Air Cargo ist eine brasilianische Frachtfluggesellschaft mit Sitz in Guarulhos und Basis auf dem Flughafen Viracopos.

## Geschichte
Braspress Air Cargo wurde im Dezember 2022 als Tochter des brasilianischen Logistikunternehmens Braspress gegründet. Durch die Fluggesellschaft plant das Transportunternehmen, die Lieferzeiten von Sendungen ins brasilianische Amazonasgebiet drastisch zu reduzieren. Die neue Gesellschaft begann sogleich mit den Bemühungen, ihr Luftverkehrsbetreiberzeugnis (AOC) von der brasilianischen Luftfahrtbehörde zu erhalten.
Im Januar 2024 wurde das erste Flugzeug auf die Gesellschaft registriert, die zweite Maschine folgte im März desselben Jahres.
Am 22. April 2025 erhielt die Fluggesellschaft ihr AOC.
Am 27. Mai 2025 führte Braspress Air Cargo ihren ersten kommerziellen Frachtflug zwischen Viracopos und Manaus durch.

## Flugziele
Die Fluggesellschaft führt Frachtflüge zwischen dem Flughafen Viracopos, nahe Campinas und Manaus in der brasilianischen Amazonasregion durch.

## Flotte
Die Flotte der Braspress Air Cargo besteht aus zwei Flugzeugen mit einem Durchschnittsalter von 26,8 Jahren (Stand Juni 2025):
| Flugzeugtyp           | Anzahl | bestellt | Registrierung | Anmerkungen | Durchschnittsalter |
| --------------------- | ------ | -------- | ------------- | ----------- | ------------------ |
| Boeing 737-400 (BDSF) | 2      |          | PS-BPA        |             | 26,8 Jahre         |
| Boeing 737-400 (BDSF) | 2      | PS-BPB   |               |             | 26,8 Jahre         |
| Gesamt                | 4      | -        |               |             | 26,8 Jahre         |